# Holeepitaya
Holeepitaya est une ville du Sri Lanka située dans le district Ratnapura dans la province de Sabaragamuwa.